# Телеконвертер

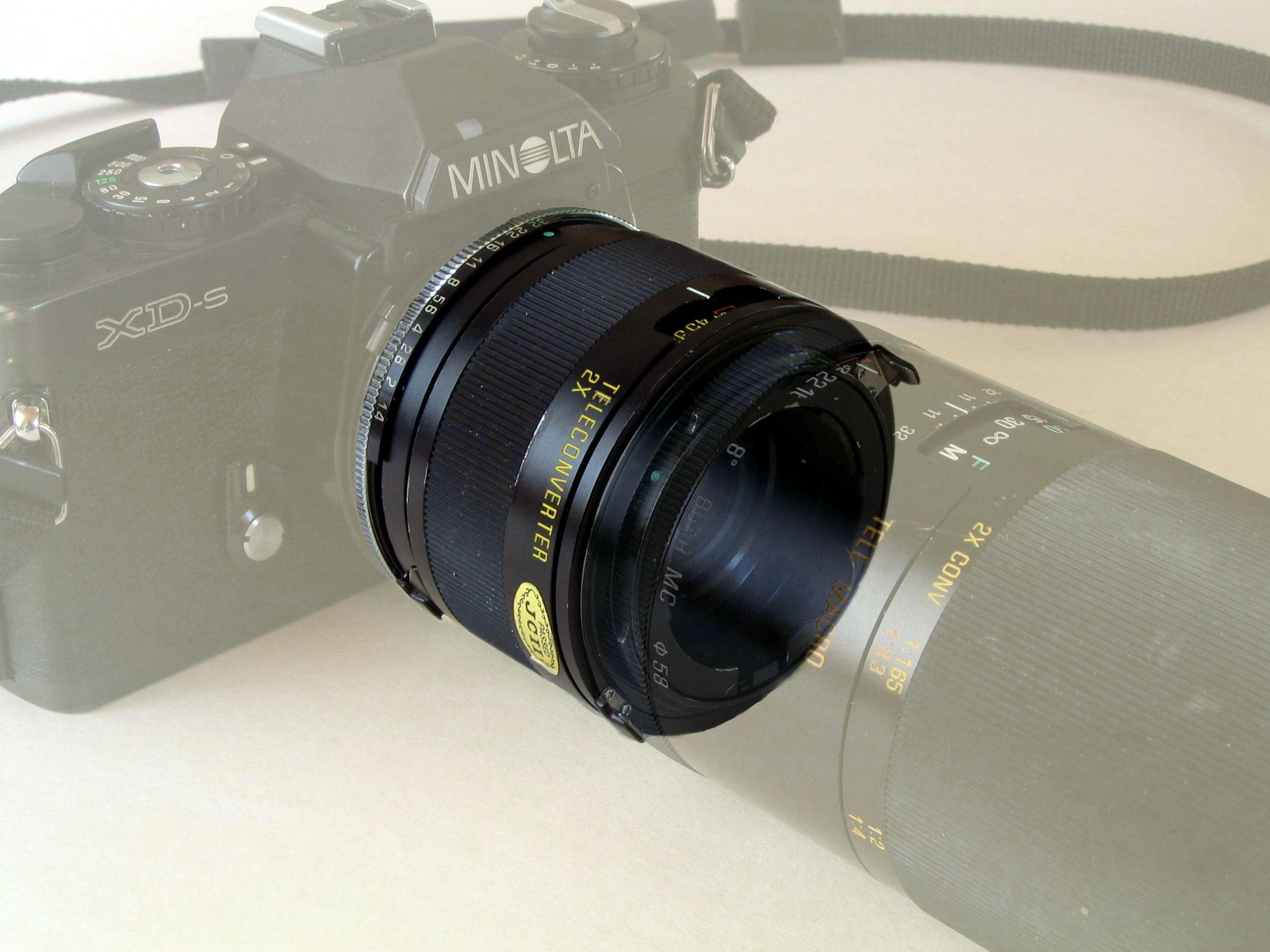
Розміщення телеконвертера на камері

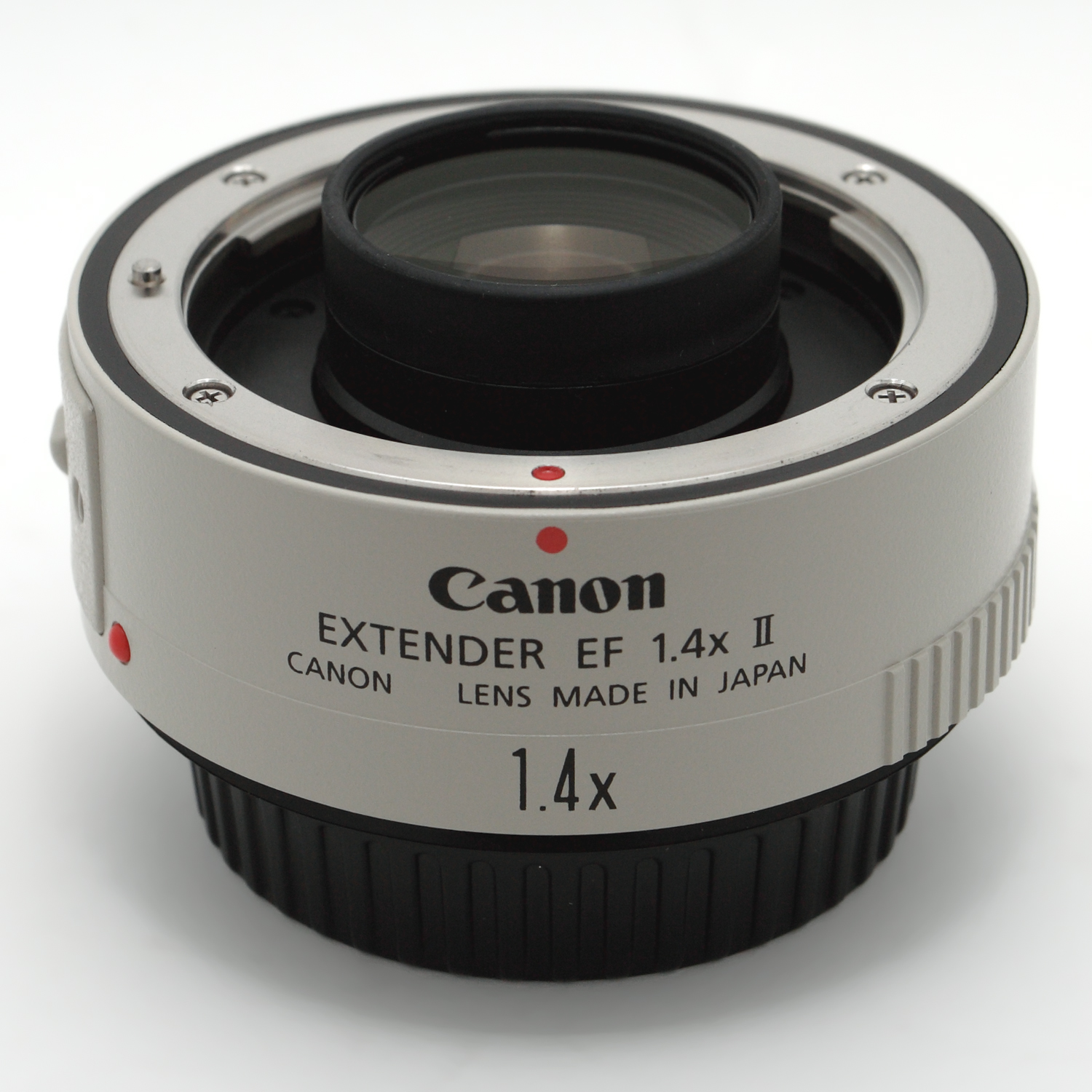
Зовнішній вигляд телеконвертера Canon

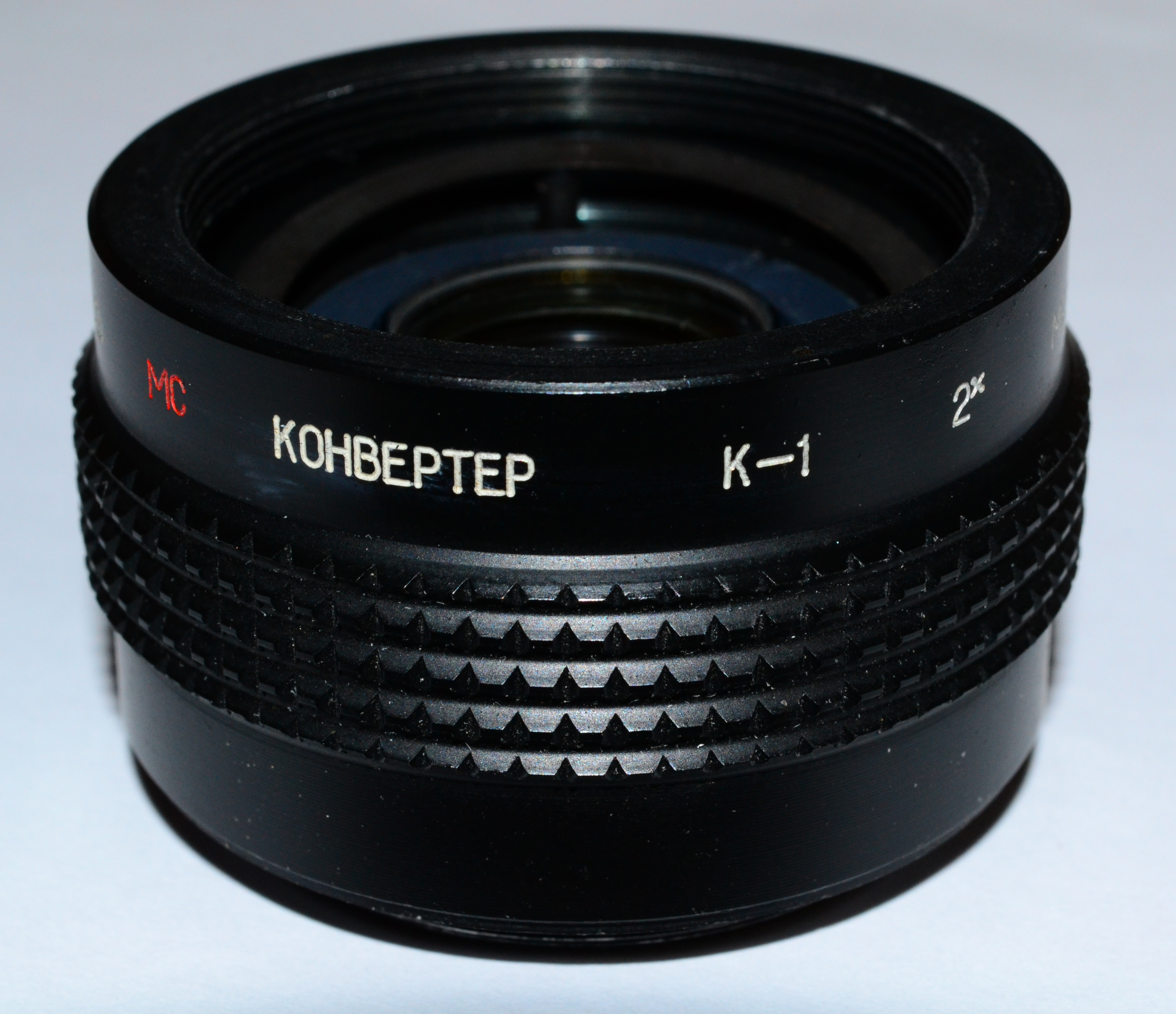
Радянський двократний телеконвертер «К-1»

Телеконве́ртер — оптична система, що встановлюється між корпусом фотоапарата і знімальним об'єктивом для збільшення його фокусної відстані.
Для прикладу, 2-кратний телеконвертер збільшує центральну ділянку 12×18 мм картинки до розміру 24×36 мм. Таким чином, застосування телеконвертера дає ефект використання об'єктиву з удвічі більшою фокусною відстанню.
Телеконвертер дешевший, ніж справжній телеоб'єктив. Однак, при використанні в однакових умовах, телеоб'єктив дає кращу якість зображення, ніж неспеціалізований об'єктив з телеконвертером.
Найпоширеніші — телеконвертери з кратністю 1,4 × і 2×, рідше зустрічаються 3-кратні.
Негативною стороною використання телеконвертера є помітне зменшення відносного отвору оптичної системи. Чисельно відносний отвір зменшується кратно збільшенню телеконвертера. На практиці це означає, що використання 1,4× конвертера зменшує відносний отвір на 1 стоп, 2× — відповідно, на 2 стопа. Ще однією негативною властивістю телеконвертера є його здатність підсилювати аберації самого об'єктива.